# اسکاندیم سولفات

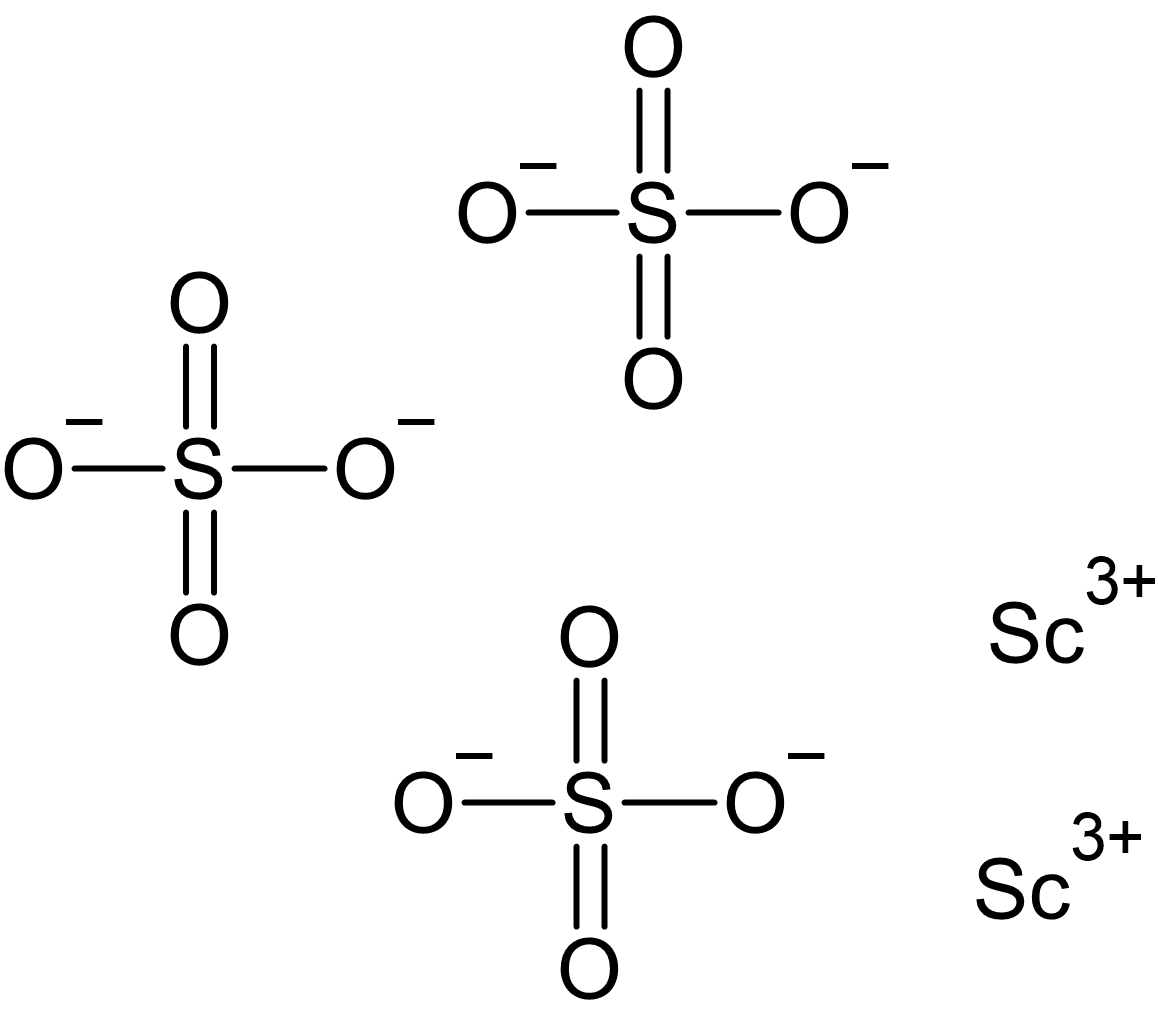
ساختار شیمیایی اسکاندیم سولفات

اسکاندیم سولفات نمک اسکاندیم و سولفوریک اسید است با فرمول شیمیایی Sc 2 (SO 4 ) 3  است. این ماده در کشاورزی به عنوان یک محلول بسیار رقیق به عنوان تیمار بذر برای بهبود جوانه زدن ذرت، نخود، گندم و سایر گیاهان استفاده می‌شود.